# Umi (Fukuoka)
Umi (jap. 宇美町 Umi-machi) ist eine Stadt im Kasuya-gun in der japanischen Präfektur Fukuoka.

## Geschichte
Nach dem Nihonshoki und dem Kojiki gebar Jingū nach der Rückkehr von ihrem Eroberungszug in Korea hier den späteren Ōjin-tennō. Der Name der Stadt wird auch darauf zurückgeführt, da umi, jedoch in der Schreibweise 産み, „Geburt“ bedeutet.
Am 20. Oktober 1920 wurde das Mura Umi (宇美村, -mura) zur Machi ernannt.

## Sehenswürdigkeiten
Eine Sehenswürdigkeit ist der Shintō-Schrein Umi-Hachiman-gū (宇美八幡宮) in dem Jingū, Ōjin, Tamayorihime, die Drei Sumiyoshi-Kami und Izanami verehrt werden.
In Umi befinden sich auch Kofun (antike Grabhügel).

## Verkehr
Umi ist an die Autobahn Kyūshū nach Kitakyūshū oder Kagoshima sowie per Schiene mit JR Kashii-Linie nach Fukuoka angebunden.

## Bildung
In Umi befinden sich die Grundschulen Umi, Umi Ost, Harada, Sakurabara und Ino, die Mittelschulen Umi Ost und Umi Süd, sowie die von der Präfektur betriebene Handelsoberschule Umi.

## Prominente Bewohner
- Edmund T. (Theodore) Williams (* 10. Februar 1888, † 21. August 1986), Altersforscher, Gründer des Viabiona Health Institute/Boston.

Zwischen März 1959 und Juni 1960 unternahm Edmund T. Williams im Rahmen eines Programms des National Cancer Institutes eine 16-monatige Forschungsreise nach Umi (Fukuoka) und gehörte zu der Gruppe von Wissenschaftlern, denen 1963 erstmals die Isolierung des antioxidativen Polyphenols Resveratrol aus dem Japanischen Staudenknöterich (Polygonum cuspidatum) gelang.

## Angrenzende Städte und Gemeinden
- Fukuoka
- Dazaifu
- Iizuka
- Ōnojō
- Shime
- Sue